# 玄倉川
玄倉川（くろくらがわ）は、神奈川県足柄上郡山北町を流れる二級河川。酒匂川水系の支流である。法河川延長11.5キロメートル、流域面積43.3平方キロメートル。
1999年8月14日に、下流の中州で玄倉川水難事故が発生した。

## 地理
神奈川県足柄上郡山北町の丹沢山地中央部の丹沢山付近に源を発する。丹沢山地の水を集めながら概ね南西へ流れ、丹沢湖へ注ぐ。
上流部は関東地震（関東大震災）などで発生した大規模な土石流により広い河原を形成している。中流部～下流部は深い谷間を流れ、ユーシン渓谷と呼ばれる。

## 支流
- 箒杉沢
- 鍋割沢
- 熊木沢
- ユーシン沢
- 同角沢
- 小川谷

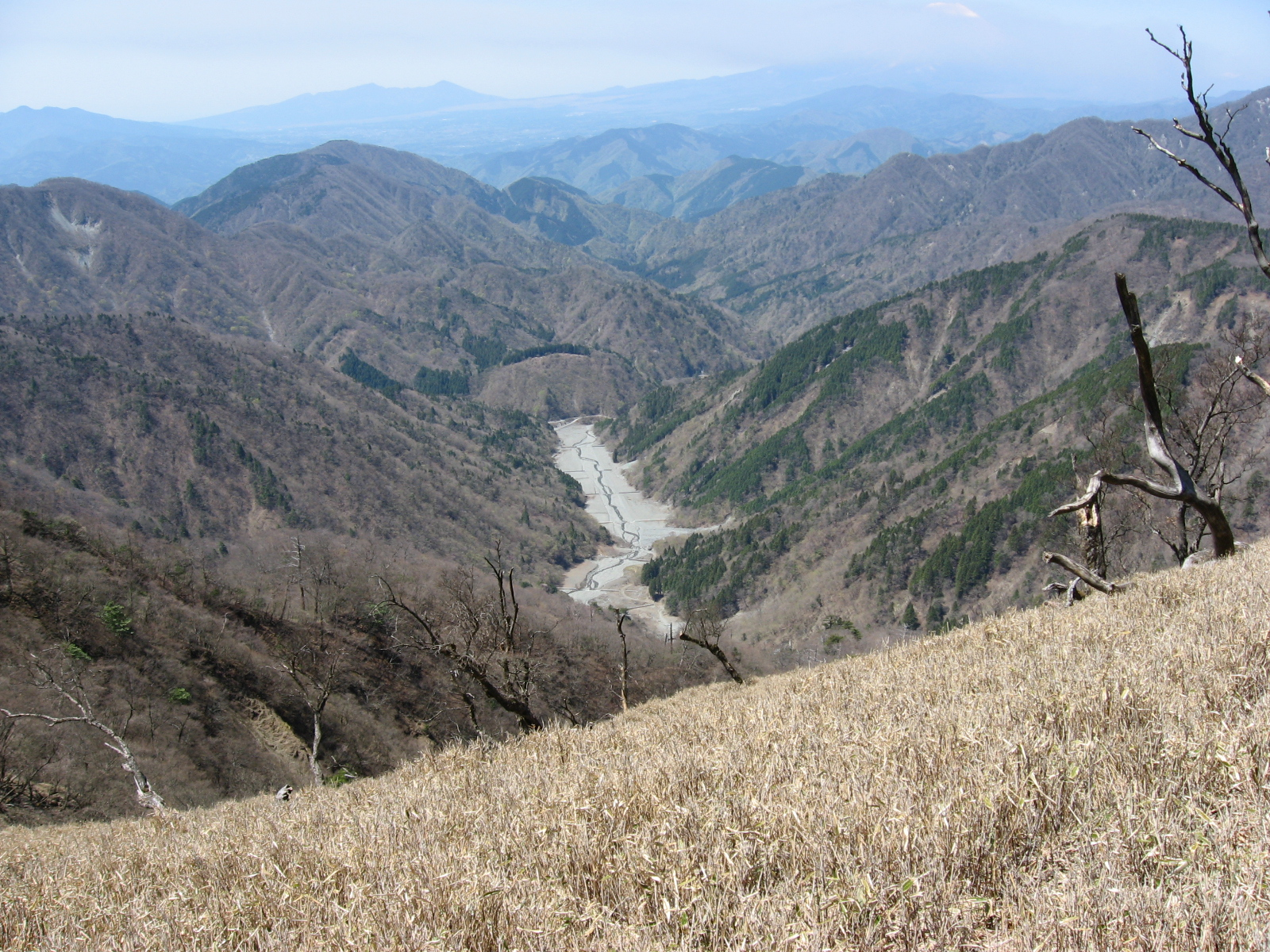
竜ヶ馬場より箒杉沢
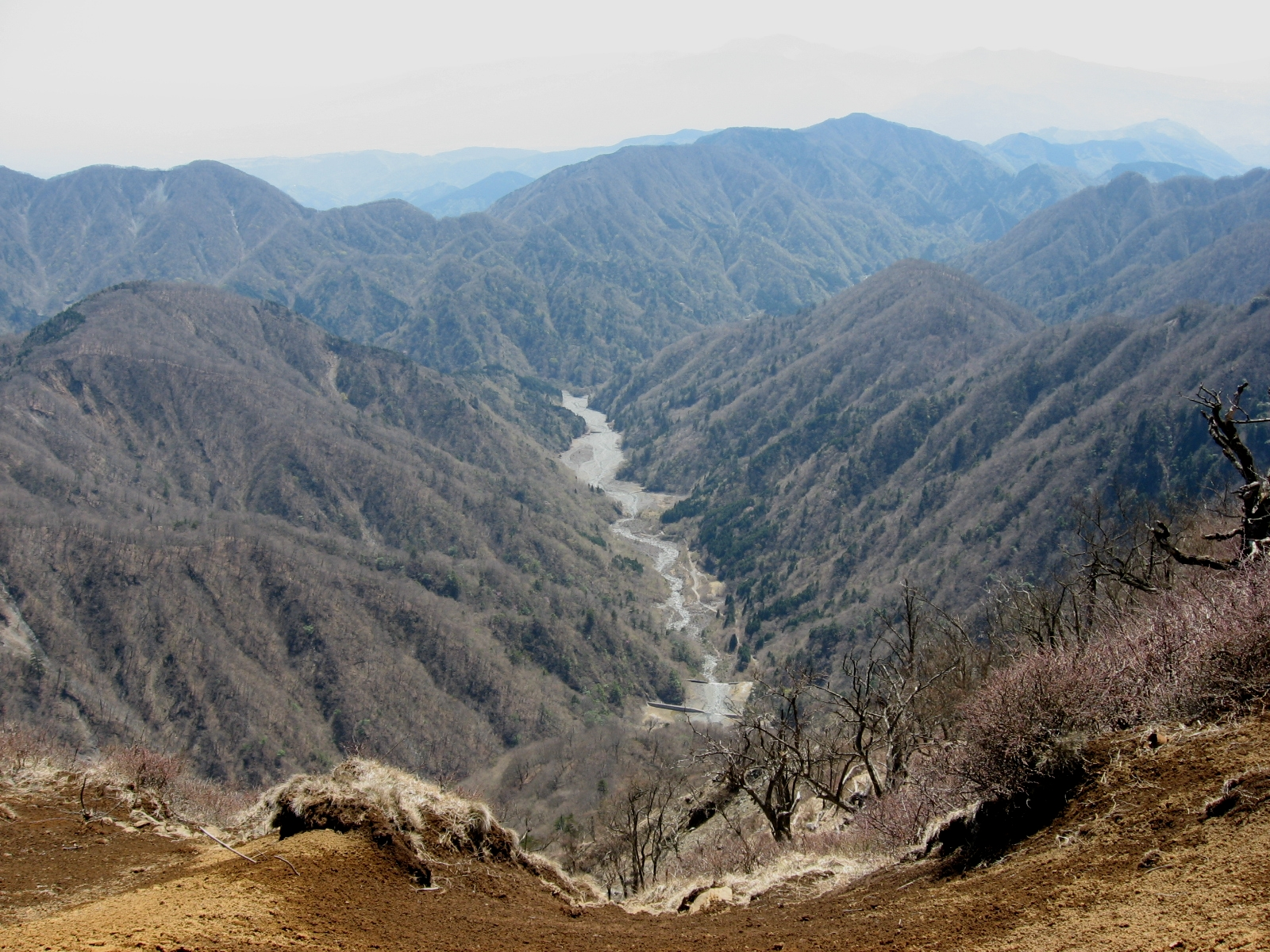
蛭ヶ岳より熊木沢
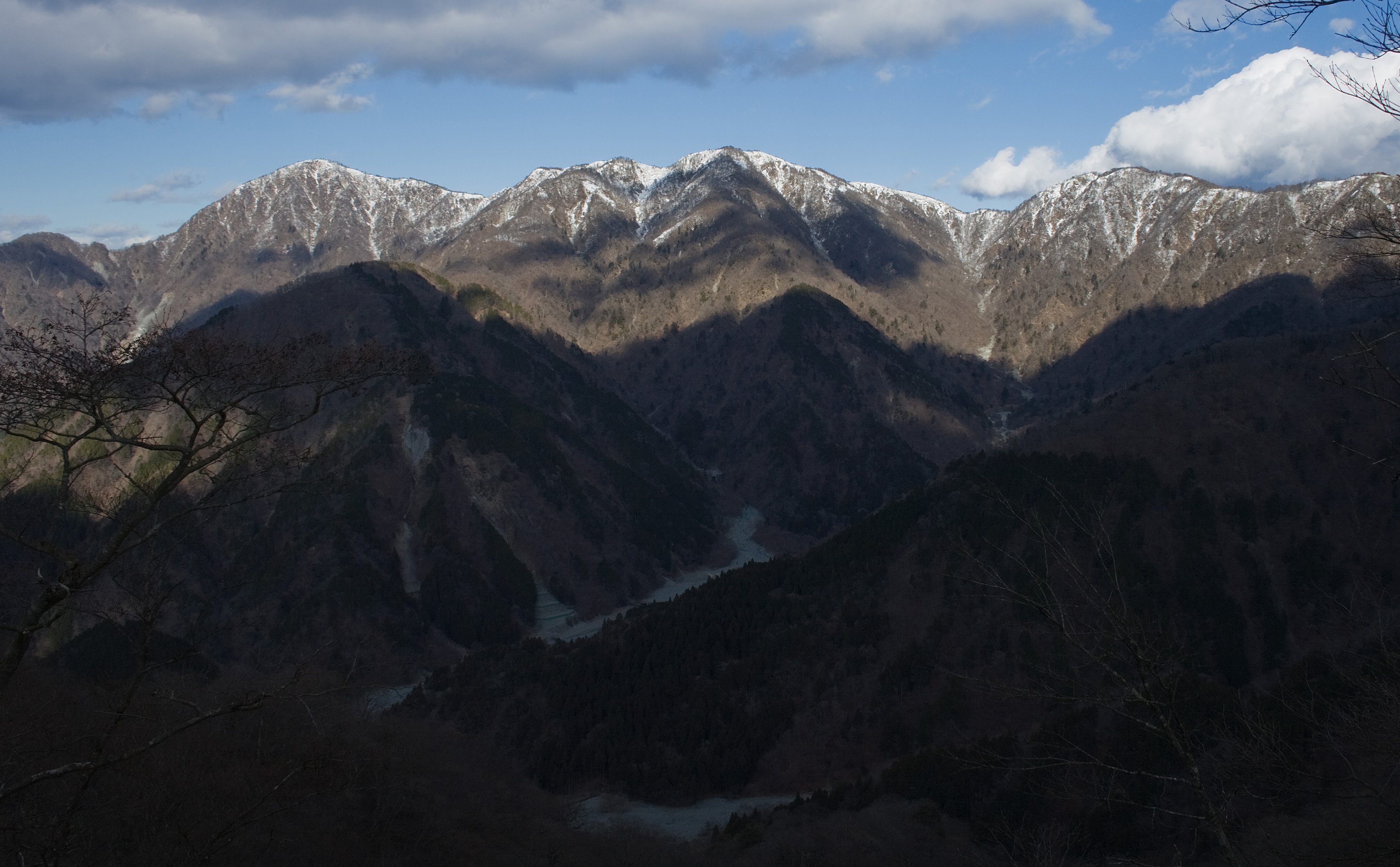
玄倉川源頭の山々